# 合乘計程車
合乘計程車（在香港又俗稱泥鯭的，中國大陸又稱為拼出租車、拼車、拼的士，台灣則稱作共乘計程車或叫客計程車）指計程車司機在不遵守計程器（又稱為咪錶）收費的情況下接載多名各不相識的乘客前往相若目的地以另收一個指定服務價錢，是合乘的一種。乘客一般只需付比平常少的費用，司機則可收取多人的付費而得到比平時較多的收入。世界各地如中國大陸、台灣部份地區、香港亦有相似的情況。
這些現象一般出現在市區地方，兼有熱鬧夜生活的地方，看準夜間公共交通的不足以形成，同時也需要有一批對前往相近目的地有需求的乘客。但是，不少城市在深夜仍可提供可合法議價的出租車服務，因而杜絕了此問題。
近年由於環保運動興起，對於交通運輸造成的污染與浪費，當代有了新的反思與應對。「共乘」在現代都市中又有了新的意義。為使得交通運輸工具的效益最大化，許多國家正在規劃、推廣共乘計程車的運輸方法。

## 各地現象

### 亞洲

#### 中國大陸
在廣東珠三角一帶，又俗稱“買位”，通常是每個城市都有幾個的士聚集的地方，一般是招攬長途客，等滿了3-4個乘客時便開車，譬如在广州洛溪桥附近、珠海上冲检查站、中山博爱医院附近也有。
在吉林省，此举被称为“拼客”，乘客根据计价器实际显示金额减去上车时的金额付款，司机偶会减少实际车费。根据《吉林省城市公共客运管理条例》规定，拼客时不得收取燃油附加费、未经乘客同意不得搭载他人乘车。而在火车站等地的议价出租车或等待乘客，则视为违规行为。

#### 南韓
當地容許的士業者在午夜12:00之後在旅途中接載前往同一方向的其他乘客。

#### 臺灣
在台灣，共乘在1979年便有相關現象報導，當時台北市內就有七條計程車共乘的交通路線，這些路線因為流量大、定點顧客多，使得許多野雞車司機願意冒著被警察開罰的危險，在這幾條路線中兜攬顧客。鑑於載客量供不應求，當時交通部部長林金生便打算研擬共乘計程車的配套政策，然而三十年後的今天，相關規定仍然在研擬規劃中。

### 歐洲

#### 英國
共乘的情況連英國北愛爾蘭的貝爾法斯特也有發生。於繁忙時間，在主要道路（尤其 Lisburn Road 及 Ormeau Road）的嚴重交通擠塞以致巴士班次變得非常不準時；加上星期日的巴士以及鐵路班次疏落，都為北愛爾蘭的合乘計程車造就了「絕佳」的「生存空間」。
倫敦目前（2009年）提供合法乘客共乘計程車，其相關規定明列於倫敦交通局網站。然而並非所有的時間與地點，倫敦計程車皆願意提供共乘服務。
其服務範圍如下：
- 週間的早晨時間，從柏丁頓特區出發到倫敦中心區或其他重要目的地。
- 溫布頓網球錦標賽期間，全英草地網球和門球俱樂部與倫敦地鐵溫布頓站、南菲爾德站之間。
- 從白金漢宮皇家花園出口出發至倫敦中心區附近。